# Kelly Cutrone
Kelly Cutrone (nacida el 13 de noviembre de 1965) es una empresaria estadounidense especializada en moda, fundadora de las relaciones públicas, branding y marketing de la empresa People's Revolution.

## Como empresaria
Su agencia ha producido espectáculos para artistas como Alexandre Herchcovitch, Rachel Comey, As Four, Jeremy Scott, Pat Campos, Atil Kutoglu, Marisa Ribisi, Alvin Valley, Jennifer Nicholson and Nicky Hilton. http://www.peoplesrevolution.com/ (enlace roto disponible en Internet Archive; véase el historial, la primera versión y la última). representa actualmente diversos clientes, incluyendo las compañías Mara Hoffman, y Sass & Bide.
El 11 de septiembre de 2002 su agencia rompió un récord para la mayoría de espectáculos producidos en un día durante la Semana de la Moda de Nueva York - cinco espectáculos en un día - sobre todo porque Cutrone fue la única dispuesta a presentar una muestra que dure todo el día, lo cual ocurrió durante el primer aniversario de los Atentados del 11 de septiembre de 2001.

## Televisión
Cutrone ha aparecido en tres de los reality shows de MTV: True Life, The Hills, donde es la empleadora de Lauren Conrad y Stephanie Pratt, y The City, donde actúa como profesional y antigua mentora de Whitney Port. El 1 de febrero de 2010 Bravo TV lanzó Kell on Earth, donde se mostraban las oficinas de People's Revolution en formato reality show. El programa no renovó para una segunda temporada por falta de audiencia. Además es la nueva juez en el programa de The CW America's Next Top Model.

## Vida personal
A los 21 se casó con el protegido de Andy Shamaer. En 1994 la pareja tuvo una hija llamada Melina Shamaer Cutrone, en el 2002 nació su segunda hija llamada: Lily Alva Shamaer Cutrone.